# 非洲网络信息中心
非洲網絡信息中心（英語：African Network Information Centre, AFRINIC）於2004年10月11日成立並獲得ICANN的臨時認可，在於2005年2月22日開始運作，是全球五大區域互聯網註冊管理機構之一，負責管理非洲的互聯網資源分配。其總部位於毛里求斯的埃本。在AFRINIC成立之前，非洲的IP地址（IPv6和IPv4）由亞太網絡信息中心(APNIC)、美洲互聯網號碼註冊機構(ARIN)和RIPE NCC分發。

## 爭議
在過去的五年中， AFRINIC 一直處於許多組織爭議的中心。

### 腐敗
2019年12月13日，AFRINIC的前高級管理人員Ernest Byaruhanga犯下了被標記為非洲最大的互聯網搶劫案。總共有410萬個IP地址被盜。230萬個來自AFRINIC的“免費池”，另外的170萬個是遺留的IP地址。據MyBroadband稱，它們的價值約為8700萬美元。已經被主要組織保留和使用的IPv4地址被有效地劫持和出售。這些重新佔用的IP地址被用於轉發垃圾郵件、破壞數據記錄和破壞正常運行的網站，令數十家南非公司和企業受到影響。教育部門和國防部也受到打擊，損失了價值約530萬美元的IP地址。

### 性騷擾
2018年3月，AFRNIC前對外關係主管Vymala Poligadu提出了性騷擾投訴。她聲稱她受到了 Afrinic前主席Sunday Folayan、前副主席Hytham El-Nakhal和前財務總監Patrisse Deesse的性騷擾。她還聲稱，他們一直在積極策劃讓她被解僱。Poligadu說明指控的內部報告隨後被一位匿名發帖者洩露。
週日，Folayan和Haitham El Nakhal向受害者提出投訴，詳細說明AFRINIC有毒和不專業的工作環境後辭職，同時表示她只是每天受到 AFRINIC 男性員工騷擾和恐嚇的眾多女性員工之一。AFRINIC沒有進行進一步調查，而是掩蓋了醜聞，並宣布沒有證據表明某些董事會成員受到騷擾、欺凌或恐嚇。

### 訴訟
2020年6月，AFRINIC被一名男子告上法庭，該男子的姓名和公司與AFRINIC的創始成員Ernest Byaruhanga所犯的盜竊非洲互聯網資源有關。在發送給在非洲地區擁有IP地址的個人和組織的通知中，現任AFRINIC首席執行官Eddy Kayihura表示，針對AFRINIC的臨時禁令申請已提交毛里求斯最高法院商業部門。該申請由Afri Holdings Ltd、Netstyle A. Ltd和Elad Cohen提出。互聯網調查員Ron Guilmette將Netstyle和Cohen的電子郵件地址與南非的可疑活動聯繫起來，這是由於南非互聯網協議地址空間被AFRINIC竊取的大IP塊造成的，在公開經銷商市場上價值數百萬美元。前高級執行官 Ernest Byaruhanga。受影響的IP地址包括屬於Sasol的塊，以及似乎屬於Tredcor、Afrox、Woolworths和SITA的塊。

### Logic Web Inc vs AFRINIC
2021年10月1日，Logic Web Inc發起了一項針對AFRINIC的臨時禁令申請。LogicWeb Inc以“ITC”的註冊名稱收到了一個196.52.0.0/14塊，這是一個從未存在過的假公司實體的虛構名稱，是由前 AFRINIC 高級管理人員Ernest Byaruhanga發明的他的 IP 地址著名盜竊案的 WHOIS 封面故事。196.52.0.0/14區塊是AFRINIC 高級管理人員從免費池中盜竊的又一案，隨後被出售或贈送給美國紐約LogicWeb, Inc.的所有者，即Chad Abizeid先生。在Chad Abizeid先生收到被Ernest Byaruhanga偷走的196.52.0.0/14塊（價值超過 500 萬美元）後一段時間，Abizeid先生試圖賣掉該IP塊。
AFRINIC 犯下最大的互聯網資源盜竊案（價值超過 5000 萬美元）的醜聞仍在影響企業運營，這些企業正在努力從 AFRINIC 試圖通過收回被盜 IP 資源來掩蓋盜竊嚴重性的企圖中恢復過來，幾乎沒有考慮對非洲互聯網連接的影響。這些企業現在通過對 AFRINIC 的管理層提起訴訟，將此事提交毛里求斯法院。

### Cloud Innovation Ltd vs AFRINIC
自 2021 年 7 月以來，AfriNIC一直與Cloud Innovation(CI)發生爭執，因為它打算從支持索賠並違反政策的的公司撤銷超過600萬個IP地址。但在試圖撤銷目前在Cloud Innovation的域名下的IP地址時適得其反。
由於AfriNIC提出的毫無根據的主張，毛里求斯最高法院下令凍結RIR的銀行賬戶，使其業務癱瘓。儘管由於法院命令AfriNIC在7月15日恢復了CI的IP地址封鎖，但RIR的銀行資產一直被凍結，直到10月15日，他們在毛里求斯法院被授予撤銷對AFRINIC銀行賬戶的凍結令，訴訟仍在進行中。